# QTC
QTC är en Q-förkortning vid radiotelegrafering som står för "Hur många meddelanden har du (kvar) att sända?" och det motsvarande "Jag har ... meddelanden till dig". Även om förkortningen uppstått för att snabba på trafiken vid telegrafi så används den även vid telefonikontakter.
QTC är också namnet på en månatligen utkommande tidskrift publicerad av Sveriges Sändareamatörer (SSA).
QTc kan också, i medicinska sammanhang, syfta till ett medelsnitt av QT-tiden vid tolkning av ett EKG (Elektrokardiogram).